# Weekend Nu
Weekend Nu var en dansk avis, der var et forsøg på at fortsætte med at drive avis på ruinerne af dagbladet Aktuelt. Avisen kom en gang om ugen, og ambitionen var at udgøre et progressivt modspil til Weekendavisen fra Det Berlingske Officin.
Den første udgave af Weekend Nu kom på gaden den 31. august 2001. Blot 2½ måned senere, den 16. november måtte man sande, at det finansielle grundlag for at forstætte udgivelsen ikke var til stede, og Weekend Nu lukkede.